# John Pemberton
John Stith Pemberton (8 tháng 7 năm 1831 – 16 tháng 8 năm 1888) là một dược sĩ của Mỹ, và cựu chiến binh Quân đội Liên bang, người nổi tiếng bởi việc phát minh ra Coca-Cola. Vào tháng 5 năm 1886, ông đã phát triển phiên bản đầu tiên của một loại nước giải khát mà sau này trở thành Coca-Cola, nhưng đã bán quyền sử dụng loại đồ uống này không lâu trước khi ông qua đời.
Ông bị một vết thương do kiếm vào tháng 4 năm 1865, trong Trận chiến Columbus. Những nỗ lực của anh để kiểm soát cơn đau mãn tính của mình đã dẫn đến chứng nghiện morphin. Anh bắt đầu thử nghiệm với nhiều loại thuốc giảm đau và chất độc. Cuối cùng, sau khi phát triển một loại nước giải khát pha trộn rượu và cocaine trước đó, điều này đã dẫn đến công thức sau này được điều chỉnh để tạo ra Coca-Cola.

## Thời niên thiếu
Pemberton được sinh bởi James Clifford Pemberton (sinh năm 1803 ở Bắc Carolina) và Martha L. Gant (sinh năm 1803 ở Virginia). Mặc dù được sinh ra tại Knoxville, Georgia, Pemberton, khi còn là một đứa trẻ đã chuyển đi với gia đình mình.

## Sáng tạo raCoca-Cola
Vào năm 1865, Pemberton đã bị thương trong trận chiến ở Columbus, Georgia, và như nhiều chiến binh bị thương khác, ông bắt đầu thử nghiệm với coca và những loại rượu coca, cuối cùng tạo ra một mẫu mới của Vin Mariani, gồm hạt kola và damiana, ông gọi là Rượu Coca kiểu Pháp của Pemberton.
Ban đầu, Pemberton chỉ định sáng chế ra một loại thuốc bình dân giúp chống đau đầu và mệt mỏi. Ông đã mày mò và thử nghiệm, pha chế thành công một loại siro có màu đen như cà phê. Loại siro này trộn với nước lạnh sẽ có thể được một thứ nước chống nhức đầu và tăng sảng khoái.
Pemberton giữ lại công thức sáng chế này, chỉ biết rằng thành phần quan trọng nhất của loại đồ uống này chứa một tỷ lệ nhất định tinh dầu được chiết suất từ quả và lá của cây kola. Đây là loại cây chỉ có ở khu vực rừng nhiệt đới Nam Mỹ, thành phần chứa một lượng đáng kể cocaine và caffeine. Vì thế thuốc có tác dụng làm sảng khoái, chống đau đầu, mệt mỏi. Cái tên Coca-Cola cũng bắt nguồn từ đó. Pemberton đã thay chữ "K" bằng chữ "C" có vẻ dễ nhìn và quen thuộc hơn.
Sau khi sáng chế ra Coca-Cola, Pemberton rất vui sướng và đã đi khắp nơi chào bán loại nước uống này, đặc biệt tại các quán "Soda-bar" đang thịnh hành ở thành phố Atlanta. Tuy nhiên, Pemberton đã rất thất vọng vì không ai chịu uống thử Coca-Cola. Nó có màu nâu đen và mọi người đều coi đó là thuốc chứ không phải một loại nước giải khát đơn thuần. Công thức Coca-Cola chỉ thực sự trở thành nước giải khát nhờ một nhân viên trong quán bar "Jacobs Phamarcy" khi nhân viên này đã nhầm lẫn pha siro Coca-Cola với nước có ga thay vì nước lọc bình thường theo công thức của Pemberton.

## John Pemberton trong văn hóa
Năm 2010, Công ty Coca-Cola đã đặt Pemberton là nhân vật chính với một chiến dịch quảng cáo mang tên "Công thức bí mật". Tập trung vào những thành phần bí mật của Coca-Cola, hình tượng liên quan tới Pemberton đã được sử dụng để khiến mọi người nhớ về lịch sử và huyền thoại của hãng Coca-Cola.
Con cháu của Pemberton hiện đang sống ở Columbus, Georgia và một số sống ở Nam Carolina.